# 아나르코생디칼리슴

흑적기는 아나르코생디칼리슴의 대표적인 상징 중의 하나다.

아나르코생디칼리슴(프랑스어: anarcho-syndicalisme)은 혁명적 산별노조나 생디칼리슴을 자본주의 사회에 대한 노동자들의 경제 통제와 사회적 영향력의 확대를 위한 방법으로 여기는 아나키즘 이론이다. 생디칼리스트들은 자신들의 경제전략을 노동자의 자기활동을 촉진 시키고, 인간의 필요성에 중점을 둔 생산과 민주적 가치를 바탕으로한 대안 협력경제 시스템을 만드는 것이라고 여긴다.
아나르코생디칼리슴의 기본적인 원칙은 연대, 직접행동(정치인, 관료, 중재자같은 제 3제가 관여되지 않은 행동) 그리고 직접 민주제, 노동자 자주경영이다. 아나르코생디칼리슴의 중요한 목표는 '임금 노예제'로 간주되는 임금 노동을 폐지 시키는 것이다. 그렇기 때문에 아나르코생디칼리슴은 노동운동에 초점이 맞추어져 있다.
아나르코생디칼리스트들은 국가의 주요 목적을 사유재산을 지키는 것이라고 파악한다. 그리고 이로서 발생하는 사회 경제적 특권에 의하여 많은 사람들이 물질적 독립과 사회적 자율을 방해 받는다고 여긴다. 또한 아나르코생디칼리스트들은 어떠한 국가든지 간에(그것이 노동자를 대변한다는 국가여도) 지배를 유발한다고 생각하기 때문에 마르크스 레닌주의같은 사상에서 주장되는 노동자 국가 같은 개념을 거부한다.
생디칼리슴과의 차이는 생디칼리슴은 일반적으로 경제적인 면에 초점이 맞추어진 운동이지만, 아나르코생디칼리슴 철학에서는 경제적인것 뿐만이 아니라 정치, 사회적으로도 강한 영향력을 끼쳐야 되는 것이다.

## 역사
위베르 라가델은 피에르조제프 프루동이 아나르코 생디칼리즘의 근본 사상을 제시하고 그 과정에서 자본주의와 국가를 모두 거부했다고 썼는데, 그는 평화주의가 아닌 자유 경제 단체와 투쟁을 인간의 지배적 인 것으로 보았기 때문이었다.
1903년 9월과 1904년 3월에 샘 메인워링(Sam Mainwaring)은 영국에서 The General Strike라는 단명한 신문을 두 개 발행했다. 이 신문은 조합 관료제의 "공식주의"(officialism)와 생디칼리스트 전술을 사용하여 유럽에서 공표된 파업에 대한 자세한 비판을 한 간행물이었다.

### 국제 노동자 협회
1910년, 카탈로니아 노동조합인 Solidaridad Obrera(노동자 연대)의 의회에서 당시 다수의 무역에 반대하는 세력을 구성하는 것을 목표로 바르셀로나 복원의 한가운데에 전국노동자연합(Confederación Nacional del Trabajo, CNT)가 설립되었다. 노동조합(Unión General de Trabajadores)와 "부르주아지의 혁명적 몰수를 통해 노동계급의 경제적 해방을 가속화하기 위해". CNT는 여러 노동 조합 및 기타 연맹을 통해 대표되는 26,571명의 회원을 포함하여 소규모로 시작했다. 1911년 첫 번째 의회와 동시에 CNT는 총파업을 시작하여 바르셀로나 판사로 하여금 1914년까지 노동조합을 불법으로 선언하게 했으며, 또한 1911년에 노동조합은 공식적으로 그 이름을 채택했다.1918년부터 전국노동자연합은 더욱 강력해졌으며 CNT 회원 수가 700,000명에 도달한 1919년, 카탈루냐 산업의 70%를 마비시킨 La Canadiense 총파업 사건에서 탁월한 역할을 했다.그 무렵 고용주들 사이에 공황이 확산되어 피스톨레리즘(활동적인 노동 조합원을 위협하기 위해 깡패를 고용하는 것) 관행이 생겨 노동 조합에 심각한 영향을 미치는 폭력의 소용돌이를 일으켰다. 이 폭동은 48시간 동안 21명의 노조 간부를 죽인 것으로 알려져 있다.
1922년 베를린에서 국제노동자협회(IWA)가 설립되고 CNT가 즉시 가입했지만 미구엘 프리모 데 리베라의 독재로 이듬해 다시 한번 노동조합이 불법화됐다.그러나 러시아 혁명 이후 노동자 운동이 부활하면서 근대 IWA가 조직되어 원래 인터내셔널의 "진정한 후계"라고 자처했다.러시아에서 1917년 볼셰비키가 주도한 성공적인 혁명은 라틴 아메리카 전역에 대규모 아나키스트 노동 조합의 창설과 함께 미국의 세계 산업 노동자(IWW)의 투쟁을 포함하여 전 세계적으로 생디칼리스트 성공의 물결과 거대한 생디칼리스트를 반영했다. -독일, 포르투갈, 스페인, 이탈리아, 프랑스에서 주도하는 파업에서 "중립적인(경제적이지만 정치적이지 않은) 생디칼리즘이 휩쓸려 갔다"는 언급이 있기도 했다.당시 국제 노동자 연합으로 알려진 이 새로운 국제 기구의 최종 결성은 1922년 12월 베를린에서 열린 불법 회의에서 열렸으며, 이는 국제 생디칼리스트 운동과 볼셰비키 사이에 돌이킬 수 없는 단절을 표시했다. IWA에는 이탈리아 생디칼리스트 연합(500,000명), 아르헨티나 노동자 지역 기구(200,000명), 포르투갈 노동자 총연맹(150,000명), 독일 자유 노동자 연합(120,000명), 프랑스 혁명적 생디컬리즘 수호(100,000명), 파리 전투원 연합(32,000명), 스웨덴 노동자 중앙 조직(32,000명), 네덜란드 국가 노동 사무국(22,500명), 산업 노동자 칠레의 세계 연합(회원 20,000명)과 덴마크의 생디칼리스트 선전 연합(회원 600명)이 있었다.
IWA의 초대 비서에는 유명한 작가이자 활동가인 루돌프 로커(Rudolf Rocker)와 함께 (아우구스틴 서치)Augustin Souchy와 (알렉산드르 샤피로)Alexander Schapiro가 있었다. 첫 번째 대회에 이어 프랑스, 오스트리아, 덴마크, 벨기에, 스위스, 불가리아, 폴란드, 루마니아에서 온 다른 단체들이 참여했다. 나중에 미국, 콜롬비아, 페루, 에콰도르, 과테말라, 쿠바, 코스타리카, 엘살바도르의 연합 블록도 IWA의 법령을 공유했다. 미국에서 가장 큰 생디칼리스트 노조인 IWW는 가입을 고려했지만 IWA의 종교 및 정치적 가입 정책에 따라 1936년 결국 가입을 거부했다.IWW는 아나르코생디칼리스트가 아니었지만 20세기로 접어들면서 보다 광범위한 혁명적 생디칼리스트 환경의 발전에 대한 정보를 받았다. 1905년 창립 대회에서 Thomas J. Hagerty, 윌리엄 E. 트로트만(William Trautmann) 및 루시 파슨스(Lucy Parsons)와 같은 강력한 아나키스트 또는 아나르코생디칼리스트 동조를 가진 영향력 있는 회원들은 노조의 전반적인 혁명적 생디칼리스트 지향에 기여했다.아나르코생디칼리즘과 혁명적 생디칼리즘이라는 용어는 종종 같은 의미로 사용되지만, 아나르코생디칼리스트라는 레이블은 1920년대 초반까지 널리 사용되지 않았었다. 공산당에 의한 생디칼리즘의 증가된 통제에 반대하는 모든 생디칼리스트에 대한 공산주의자의 경멸적인 용어였다.사실, 번역에 따라 IWA(1922년 초안)의 목적과 원칙에 대한 원문은 아나르코생디컬리즘이 아니라 혁명적 생디칼리즘을 가리킨다.
비엔니오 로소(Biennio Rosso)는 1919년에서 1920년 사이의 2년 동안 제1차 세계 대전 이후 이탈리아에서 극심한 사회적 갈등을 겪었다.비엔니오 로소는 전쟁 말기에 높은 실업률과 정치적 불안정이 만연한 경제 위기의 맥락에서 일어났다. 이는 대규모 파업, 노동자 시위, 토지와 공장 점거를 통한 자주 관리 실험이 특징이다.토리노와 밀라노에서는 노동자 평의회가 구성되었고 무정부적 생디칼리스트의 지도 하에 많은 공장 점거가 이루어졌다. 선동은 또한 파단 평야의 농업 지역으로 확대되었으며 농민 파업, 농촌 소요 및 좌익과 우익 민병대 간의 게릴라 충돌이 수반되었다. libcom.org에 따르면 아나르코생디칼리스트 노동조합 Unione Sindacale Italiana(USI)는 "800,000명의 회원으로 성장했고 이탈리아 아나키스트 연맹(20,000명의 회원과 Umanita Nova의 일간지)의 영향력도 그에 따라 증가했다.
IWA의 가장 큰 구성원 중 다수는 1920~1930년대에 유럽 전역의 국가에서 파시스트가 집권하고 노동자들이 무정부주의에서 벗어나 볼셰비키 사회주의 모델의 성공으로 보이는 방향으로 전환함에 따라 부서지거나 지하로 쫓겨나거나 전멸했다. 아르헨티나에서 FORA는 IWA에 가입할 때 이미 쇠퇴의 과정을 시작했으며, 1915년에 친 볼셰비키 파벌과 반 볼셰비키 파벌로 나뉘었다. 1922년부터 아르헨티나의 무정부주의 운동은 회원의 대부분을 잃었고, 특히 세베리노 디 조반니 사건을 중심으로 분열이 심화되면서 더욱 악화되었다. 1930년 우리부루 장군의 쿠데타로 무너졌다.독일의 FAUD는 에른스트 룀의 돌격대가 거리를 장악하면서 1920년대 후반과 1930년대 초반에 어려움을 겪었다. 1932년 3월 에르푸르트에서 열린 마지막 전국 대회에서 노동조합은 아돌프 히틀러의 파시스트와 싸우기 위해 지하국을 구성하려는 시도를 보았지만, 대규모 체포가 공모자들의 대열을 말살시켰기 때문에 실행에 옮기지 못한 조치였다.FAUD 오르간 Der Syndikalist의 편집자인 게르하르트 바르텐버그(Gerhard Wartenberg)는 작센하우젠의 강제 수용소에서 사망했다. 1931년 IWA 마드리드 대회의 대표였던 칼 빈트호프는 정신을 잃었고 나치 수용소에서 사망했다. 또한 부퍼탈과 레니에서 FAUD 회원에 대한 대규모 재판이 열렸으며, 이들 중 다수는 사형수 수용소에서 살아남지 못했다. 1922년에 최대 600,000명의 회원이 있다고 주장했던 이탈리아 IWA 노조 USI는 살인과 베니토 무솔리니의 파시스트에 의한 탄압 당시에도 쇠퇴하고 있었다.이탈리아 노조는 1924년까지 지하로 쫓겨났고 여전히 광부, 금속 세공인, 대리석 노동자의 상당한 파업을 이끌 수 있었지만 1925년 무솔리니의 집권은 그 운명을 결정지었다. 1927년까지, 그것의 주요 활동가들은 체포되거나 추방되었다.
포르투갈의 CGT는 1927년에 거의 100명이 사망한 총파업으로 새로 설치된 Gomes da Costa 독재 정권을 무너뜨리려는 시도가 실패한 후 지하로 쫓겨났다. CGT는 1934년 1월까지 15,000~20,000명의 회원으로 지하에서 살아남았지만, 노동조합을 파시스트 기업으로 대체하려는 계획에 반대하는 총파업을 소집했으나 실패했다으며, 제2차 세계대전까지는 훨씬 축소된 상태로 계속될 수 있었지만, 사실상 전투 연합으로서 완성되었다.대규모 정부 탄압은 페루, 브라질, 콜롬비아, 일본, 쿠바, 불가리아, 파라과이, 볼리비아에서 무정부적 생디칼리스트 노조가 파괴되는 등 전 세계적으로 반복되는 패배를 겪었고, 1930년대 말까지 합법적인 무정부 생디칼리스트 노동조합은 칠레, 볼리비아, 스웨덴, 우루과이에만 존재했었다.그러나 아마도 가장 큰 타격은 스페인 내전에서였을 것이었다. CNT는 당시 158만 명의 회원을 주장했지만 프란시스코 프랑코에 의해 스페인 공화국이 패배하면서 지하로 쫓겨났다. 제6차 IWA 대회는 스페인 혁명이 시작된 직후인 1936년에 열렸지만, 이 부문에 대한 심각한 물질적 지원을 제공할 수 없었다. IWA는 1938년 파리에서 마지막 전쟁 전 회의를 열었으며 독일의 폴란드 침공이 있기 몇 달 전에 ZZZ로부터 신청서를 받았었다.최대 130,000명의 노동자를 요구하는 국가의 생디칼리스트 조합 - ZZZ 회원은 계속해서 나치에 대한 저항의 핵심 부분을 형성하고 바르샤바 봉기에 참여했다. 그러나 인터내셔널은 제2차 세계 대전이 끝난 지 6년 후인 1951년까지 다시 만나지 않았으며 전쟁 동안 IWA의 단 한 명의 회원만이 스웨덴의 SAC라는 혁명적 연합으로 계속 기능할 수 있었다.1927년 일부 세네티스타(CNT 회원)의 "온건한" 위치와 함께 친 아나키스트 그룹의 연합인 Federación Anarquista Ibérica(FAI)가 발렌시아에 설립되었다. FAI는 CNT와의 소위 trabazón(연결)을 통해 다음 해 동안 중요한 역할을 할 것이었다. 즉, CNT에 FAI 요소가 존재하여 노동조합이 그 무정부주의적 원칙에서 벗어나지 않도록 장려하는 영향력이 오늘날까지 계속되고 있다.

### 스페인 혁명
1936년 6월 1일 CNT는 UGT에 합류하여 "건설 노동자, 기계공, 리프트 운영자"의 파업을 선언했다. 시위가 열렸고 70,000명의 노동자가 힘을 얻었다. Falang의 회원들은 파업을 공격했다. 파업 참가자들은 상점을 약탈하는 방식으로 대응했고 경찰은 파업을 진압하는 방식으로 대응했으나 7월 초까지 CNT는 여전히 싸우고 있었고 UGT는 중재에 동의했었다. 팔랑헤주의자들의 공격에 대한 보복으로 무정부주의자들은 팔랑헤주의 지도자 호세 안토니오 프리모 데 리베라의 경호원 3명을 살해했다. 그런 다음 정부는 마드리드에 있는 CNT 센터를 폐쇄하고 두 명의 CNT 투사인 다비드 안토나(David Antona)와 시프리아노 메라(Cipriano Mera)를 체포했다.
조지 오웰은 지역 사회에서 발생한 새로운 사회의 본질에 대해 다음과 같이 서술했다.
나는 정치적 의식과 자본주의에 대한 불신이 그 반대보다 더 정상적이었던 서유럽의 유일한 규모의 공동체에 어느 정도 우연한 기회에 빠졌다. 여기 아라곤에 있는 수만 명의 사람들 중 한 명이 주로 전적으로 노동계급 출신은 아니지만 모두 같은 수준에서 살고 평등의 관점에서 섞였다. 이론상으로는 완전한 평등이었고, 실제로도 그리 멀지 않았다. 사회주의를 미리 맛보고 있었다고 해도 과언이 아닐 정도로 지배적인 정신적 분위기는 사회주의였다. 속물, 돈 탐닉, 상사에 대한 두려움 등 문명화된 삶의 많은 정상적인 동기는 단순히 존재하지 않게 되었으며 사회의 평범한 계급 구분은 돈으로 더럽혀진 영국 공기에서는 거의 생각할 수 없을 정도로 사라졌다. 그곳에는 농민과 우리 외에는 아무도 없었고, 다른 사람을 주인으로 소유한 사람도 없었다.— — 조지 오웰, Homage to Catalonia, ch. VII

이 점에서 가장 중요한 공동체 중 일부는 Alcañiz, Calanda, Alcorisa, Valderrobres, Fraga 또는 Alcampel의 공동체였다. 토지가 집단화되었을 뿐만 아니라 프라가의 양로원, 일부 병원의 집단화(예: 바르바스트로 또는 비네파르), 무정부주의자 투사 학교와 같은 학교 설립과 같은 집단 노동도 수행되었다. 이 기관들은 전쟁 중에 민족주의 군대에 의해 파괴될 것이었다.

CNT-FAI의 기

위원회는 부에나벤투라 두루티(Buenaventura Durruti)의 후원을 받아 지원 마을의 모든 노조 대표를 모아 새로운 농촌 조직을 보호하기 위해 임시 지역 본회의를 개최했다. 주로 카탈로니아인 CNT 국가 위원회의 의지에 반하여 아라곤 지역 방위 위원회가 만들어졌고, 라르고 카바예로(Largo Caballero)가 총리직을 맡은 후, 그는 CNT가 중앙 정부를 구성하는 그룹의 연합에 참여하도록 초대했다. CNT는 대신 카바예로가 이끄는 육군부를 구성해야 한다고 제안했다. CNT와 UGT에서 각각 5명의 의원과 4명의 "자유주의적 공화주의자"를 포함했으나 이 제안이 거부되자 CNT는 정부에 합류하지 않기로 결정했다. 그러나 카탈루냐에서 CNT는 반파시스트 민병대의 중앙위원회에 합류했고, 이 위원회는 9월 26일 총독부에 합류했다. 이는 처음으로 CNT의 3명이 구성원이 정부의 구성원이기도 한 것이었다.
11월에 라르고 카바예로는 다시 한 번 CNT에게 정부의 일원이 될 것을 요청했다. CNT의 지도부는 재무부와 전쟁부 장관 3명을 요청했지만 보건, 법무부, 산업통상부 등 4개의 직책을 맡게 됐다. 페데리카 몬세니(Federica Montseny)는 스페인 최초의 여성 장관인 보건부 장관이 되었다. 법무부 장관인 후안 가르시아 올리버(Juan García Oliver)는 법률 비용을 폐지하고 모든 범죄 파일을 폐기했으며 얼마 후, 무정부주의 장관들의 반대에도 불구하고 수도는 마드리드에서 발렌시아로 옮겨졌다.1936년 12월 23일 마드리드에서 호아킨 아스카소, 미구엘 추에카, 3명의 공화파 및 무소속 지도자, 라르고 카바예로 정부에 의해 구성된 수행원을 받은 후 당시에는 4명의 무정부주의자를 장관으로 두었다. Peiró), 국방위원회 구성을 승인했다. 사회주의자와 공화주의자 못지않게 아나키스트를 대표하는 혁명적 단체였으며 1937년 2월 중순까지, 아라곤 지역 방위 위원회을 창설할 목적으로 카스페에서 의회가 열렸다. 141,000명 이상의 집단 구성원을 대표하는 456명의 대표가 회의에 참석했으며 이 대회에는 CNT 전국위원회 대표단도 참석했다.
1937년 3월 CNT의 전체 회의에서 국가 위원회는 아라곤 지역 의회를 탄압하기 위한 견책 동의를 요청했다. 아라곤 지역 방위 위원회는 사임하겠다고 위협했고, 이는 견책 노력을 무산시켰다. 항상 의견 불일치가 있었지만 그 봄에는 CNT-FAI와 공산주의자 사이의 대립이 크게 확대되었다. 마드리드에서는 당시 CNT의 일원이자 마드리드의 교도소 책임자였던 멜초르 로드리게스(Melchor Rodríguez)가 당시 공공질서를 감독하던 공산당 호세 카졸라(José Cazorla)가 무정부주의자, 사회주의자 및 기타 공화주의자를 수용하기 위해 비밀 감옥을 유지하고 있다는 것을 비난했다. 그리고 그들을 "배신자"로 처형하거나 고문했으며 얼마 지나지 않아 프란시스코 라르고 카바예로는 이러한 구실로 공산당이 통제하는 Junta de Defensa를 해산했다. 카졸라는 Solidaridad Obrera의 사무실을 폐쇄함으로써 대응했다.
다음날 CNT 지역위원회는 총파업을 선언했다. CNT는 도시가 내려다보이는 몬주익 언덕에 있는 중포병을 포함하여 도시의 대부분을 통제했다. 또한 CNT 민병대는 바리케이드에서 200명 이상의 보안군의 무장을 해제하여 CNT 차량만 통과하도록 허용했다.CNT 지도부의 전투 종료 요청이 실패하자 정부는 돌격 근위대를 전선에서 바르셀로나로, 심지어 구축함을 발렌시아로 옮기기 시작했다. 5월 5일 Durruti의 친구들은 "경찰의 무장해제… 정당해산…"을 촉구하는 소책자와 "사회혁명 만세! - 반혁명을 타도하라!" 말했지만 소책자는 CNT의 지도부에 의해 빨리 비난받았다.다음 날, 정부는 바리케이드를 해체하고 장군의 군대를 없애는 대가로 충돌에 가담한 자유지상주의자에 대한 돌격수비대의 철수와 보복 금지를 요구하는 CNT-FAI 지도부의 제안에 동의했다. 그러나 PSUC와 돌격 수비대 모두 자신의 입장을 포기하지 않았으며 역사가 앤터니 비버(Antony Beevor)에 따르면 "자유당에 대한 폭력적인 보복"을 수행했다5월 8일, 전투는 끝났다.
이러한 사건들, 라르고 카바예로 정부의 몰락 및 후안 네그린(Juan Negrín)의 새로운 총리직은 곧 CNT가 이전 7월의 상승 직후 달성했던 많은 것을 붕괴로 이끌었다. 7월 초에 인민전선의 아라곤 조직들은 대통령인 호아킨 아스카소(Joaquín Ascaso)가 이끄는 아라곤의 대안 의회에 대한 지지를 공개적으로 선언했다. 4주 후 엔리케 리스테르(Enrique Líster) 휘하의 11사단이 이 지역에 진입했다. 1937년 8월 11일, 현재 발렌시아에 위치한 공화당 정부는 아라곤 방어를 위한 지역 위원회를 해산했다.Líster의 사단은 아라곤 전선에 대한 공세를 준비했지만 CNT-UGT가 운영하는 집단을 진압하고 이전 12개월 동안 생성된 집단 구조를 해체하기 위해 파견되었다. CNT의 사무실은 파괴되었고 그 집단에 속한 모든 장비는 지주에게 재분배되었다.CNT 지도부는 아라곤 전선의 아나키스트 칼럼이 집단을 방어하기 위해 전선을 떠나는 것을 거부했을 뿐만 아니라 집단에 대한 정부의 행동을 비난하는 데 실패하여 정부와 노동 조합의 일반 회원 사이에 많은 갈등을 일으켰다.
1938년 4월 후안 네그린은 정부 구성을 요청받았고 CNT의 구성원인 세군도 블랑코(Segundo Blanco)를 교육부 장관으로 임명시켰다. 그리고 이 시점에서 그는 내각에 남은 유일한 CNT 멤버였다. 이 시점에서 CNT 지도부의 많은 사람들은 정부가 공산주의자에 의해 지배되는 것으로 보고 정부 참여에 비판적이었다. 저명한 CNT 지도자들은 블랑코를 "자유지상주의 운동의 수프"그리고 "그저 하나 더해진 네그리니스트".라고 말했다.다른 한편, B블랑코는 교육부에 다른 CNT 회원을 배치하고 교육부에 의한 "공산주의 선전"의 확산을 막는 책임이 있었다.전쟁이 거의 끝난 1939년 3월, CNT 지도자들은 국방위원회의 쿠데타에 참여하여 사회주의자 후안 네그린(Juan Negrín) 정부를 전복시켰다.관련된 사람들은 CNT의 Eduardo Val과 José Manuel González Marín이 평의회에서 봉사하는 동안 Cipriano Mera의 70사단이 군사 지원을 제공했으며 멜초르 로드리게스(Melechor Rodríquez)가 마드리드 시장이 되었다. 평의회는 프랑코와 평화 협상을 시도했지만 프랑코는 그들의 요구를 거의 들어주지 않았다.

### 제2차 세계대전 이후 시대
제2차 세계 대전 후, 독일 무정부주의자들의 곤경에 대해 자세히 설명하는 신문사 Fraye Arbeter Shtime에 미국인들이 그들을 지지할 것을 요청했다.1946년 2월까지 독일의 아나키스트들에게 구호품 소포를 보내는 것은 대규모 작전이었다. 1947년, 루돌프 로커는 독일에서 또 다른 아나키스트 운동의 불가능성에 대해 독일의 Zur Betrachtung der Lage(독일 상황의 묘사에 관하여)를 출판했다. 그것은 독일에서 배포된 최초의 2차 세계 대전 이후의 무정부주의 저술이 되었다. Rocker는 젊은 독일인들이 모두 완전히 냉소적이거나 파시즘에 치우치는 경향이 있다고 생각했고, 그 나라에서 다시 한 번 무정부주의가 꽃피기 전에 새로운 세대가 자라기를 기다리고 있었다. 그럼에도 불구하고 자유주의적 사회주의자 연맹(FFS)은 1947년 전직 FAUD 회원들에 의해 설립되었다. Rocker는 1953년까지 살아남은 오르간 Die Freie Gesellschaft를 위해 작곡했다.1949년 로커는 또 다른 유명한 작품을 출판했다. 1958년 9월 10일, 로커는 모히건 식민지에서 사망했다. 생디칼리스트 노동자 연맹은 전후 영국에서 활동한 생디칼리스트 그룹이자 연대 연맹의 초기 전신 중 하나였다. 1950년 해산된 영국 아나키스트 연맹(Anarchist Federation of Britain)의 회원들에 의해 결성되었다.Confédération nationale du travail(CNT, National Confederation of Labour)은 1946년 CGT-SR의 전 구성원과 함께 망명한 스페인의 무정부 생디칼리스트에 의해 설립되었다. CNT는 나중에 CNT-Vignole과 IWA의 프랑스어 섹션인 CNT-AIT로 분할되었다.
1951년 툴루즈에서 열린 제7차 대회에서 훨씬 더 작은 IWA가 CNT 없이 다시 시작되었다. CNT는 망명하고 지하 조직으로 1958년까지 회원 자격을 되찾을 만큼 강력하지 않았을 것이었다. 대표단은 대부분 쿠바, 아르헨티나, 스페인, 스웨덴, 프랑스, 이탈리아, 독일, 네덜란드, 오스트리아, 덴마크, 노르웨이, 영국, 불가리아 및 포르투갈의 아주 작은 그룹을 대표하지만 참석했다. 우루과이에서 지원의 메시지를 받았지만, 서구에서 국가가 승인한 경제 노동조합주의의 부상, 냉전 반공주의가 절정에 달한 때의 엄중한 비밀 요원 개입 및 소비에트 연방 국가의 모든 파업과 자유 노동 조합의 금지로 인해 참석하지 않았다.1958년 10차 대회에서 이러한 압력에 대한 SAC의 대응으로 인해 SAC는 나머지 국제 대회와 충돌하게 되었다. IWA는 IWA가 시 선거에 출마할 수 있도록 규정을 수정하지 않고실업 수당 분배에 대한 주와의 통합에 대한 우려 속에서 IWA에서 탈퇴했다.다음 20년 동안 대부분의 기간 동안 인터내셔널은 자체적으로 사전 구축을 위해 고군분투했다. 1976년 15차 대회에서 IWA에는 5개의 회원 그룹만 있었고 그 중 2개(스페인과 불가리아 회원)는 여전히 망명 활동을 하고 있었다(1975년 프란시스코 프랑코가 사망한 후 CNT의 회원 수는 이미 200,000명에 도달했다).
그는 1979년에 하나의 남아있는 SWF 지부가 다른 소규모 아나키스트 그룹과 함께 영국에서 아나코-생디칼리스트의 새로운 조직을 결성하기로 결정했을 때 직접 행동 운동을 결성했다.DAM은 로라 애슐리(Laura Ashley)의 공급업체와 관련된 스코틀랜드 Ardrossan의 Ardbride 분쟁을 포함하여 1980년대 후반의 일련의 산업 분쟁뿐만 아니라 광부의 파업에도 깊이 관여했으며 DAM은 이에 대해 국제적 지원을 받았다. 1988년부터 스코틀랜드, 그 다음 잉글랜드와 웨일즈에서 DAM은 인두세에 반대하는 데 적극적이었다.1994년 3월 DAM은 1979년부터 직접행동운동, 1950년 이후에는 생디칼리스트 노동자연맹으로 현재의 이름인 연대연맹으로 변경되었다.현재 연대연맹은 계간지 Direct Action(현재 중단됨)과 신문 Catalyst를 발행하고 있다.1979년에 대의적 노동조합주의, 직업적 노동조합주의, 국가 자금 지원 계획에 대한 분열로 인해 CNT는 오늘날의 CNT와 Confederacion General del Trabajo의 두 부분으로 나뉘었다. 1975년 11월 프랑코가 사망하고 스페인이 민주주의로 이행하기 시작한 후, CNT는 1977년 Moncloa Pact정치인, 정당, 노동조합 간의 협약에 서명하는 것을 거부한 유일한 사회 운동이었다. 1979년에 CNT는 1936년 이후 첫 번째 회의와 여러 대중 집회를 개최했는데, 이는 몬주익에서 가장 주목할만한 것이었다. 이 의회에서 제시한 견해는 다음 수십 년 동안 CNT의 행동 방침의 패턴을 설정할 것이었으며직장 평의회와 노동 조합 부서의 지원을 인정하지 않았다.
마드리드에서 열린 이 첫 번째 회의에서조합 선거를 지지하는 소수 부문은 CNT에서 분리되어 처음에는 스스로를 CNT Valencia Congress(이 도시에서 개최된 대체 의회를 의미함)라고 불렀고 나중에는 1989년 4월 법원 결정 이후에 Confederación General del Trabajo(CGT)라고 불렀다. 하지만 CNT 이니셜을 사용했다.1990년에 CGT 회원 그룹이 정부 보조금을 수락하는 CGT의 정책을 거부하고 Solidaridad Obrera를 설립했기 때문에 이 조합을 떠났다. 1년 전, 1978년 Scala Case가 CNT에 영향을 미쳤다 이 사건으로 바르셀로나 나이트 클럽에서 폭발로 3명이 사망했다. 당국은 파업 노동자들이 "폭발"하고 생존한 파업 노동자를 체포해 범죄에 연루시켰다고 주장했다.CNT 회원들은 검찰이 자신들의 조직을 범죄화하려고 한다 선언했다.

### 현대
합법화 이후 CNT는 1939년 몰수된 자금을 회수하기 위한 노력을 시작했다. 이러한 회수의 기반은 1986년 4월 법률에 의해 설정될 것이었으며, 이는 압류된 자산의 반환과 조합의 부동산 사용 또는 양도 권리를 요구했다. 그 이후로 CNT는 국가로부터 이러한 재산의 반환을 주장해 왔다. 1996년에 마드리드의 경제 사회 위원회 시설은 105명의 CNT 무장 세력에 의해 쪼그라들었고,이 기관은 축적된 조합 부의 본국 송환을 담당했다. 2004년에 CNT와 지방검찰청 사이에 합의가 이루어졌으며 이를 통해 이 직업으로 기소된 100명에 대한 모든 혐의가 취하되었다.
2009년 9월 3일, 당시 IWA 사무총장이었던 라티보르 트리부낙(Ratibor Trivunac)을 포함한 세르비아 IWA 섹션(ASI-MUR) 회원 6명이 체포되었다.국제 테러 혐의로 국제 및 기타 아나키스트 그룹에 의해 크게 논쟁의 여지가있는 혐의로 체포된 직후 공개 서한이 배포되었다.혐의와 세르비아 경찰의 태도를 비판하는 세르비아 학자들에 의해. 6명은 12월 7일에 공식적으로 기소되었고 긴 재판 절차를 거친 후 다른 5명의 무정부주의자인 Trivunac과 함께 2010년 2월 17일에 석방되었다. 2009년 12월 10일 베를린에 있는 FAU 지역은 공공 산업 분쟁 이후 노동 조합으로 사실상 금지되었다. 도시의 바빌론 영화관에서 2009년 12월 브라질에서 열린 IWA 제24회 연례 총회에서 유럽 이외 지역에서 처음으로 총회가 개최되어 "베오그라드 식스"와 FAU에 대한 지지 동의안이 통과되었고, 연대 연합 회원들이 임시로 인수했다. 사무국으로서의 의무. 인터내셔널의 노르웨이 지부가 2010년에 사무국 역할을 맡게 되었다. 유럽의 긴축 반대 운동의 일환으로 다양한 IWA 지부가 2008-2012년 기간에 매우 활발하게 활동했으며 CNT는 일반 스페인에서 발생한 파업, 밀라노의 USI가 의료 서비스 분야에서 긴축 반대 캠페인을 펼치고 있으며 ZSP가 임대 주택의 남용에 반대하는 세입자를 조직했다.
오늘날 가장 큰 조직화된 아나키스트 운동은 Confederación General del Trabajo(CGT)와 CNT의 형태로 스페인에 있다. CGT 회원은 2003년에 약 100,000명으로 추산되었다. CNT 회원이 가장 많은 지역은 중부(마드리드 및 주변 지역), 북부(바스크 지방), 안달루시아, 카탈로니아 및 발레아레스 제도이다. CNT는 노동조합 선거와 직장 위원회모델에 반대하고 노동 개혁과 UGT와 CCOO에 대해 비판적이며 대신 재검토의 플랫폼에 서 있다. 즉, "정당한 반환" 또는 사회 혁명인 것이다.
다음 조직은 전 세계의 무정부 생디칼리스트 및 혁명적 생디칼리스트 연맹 및 노동 조합이다.
| Country        | Name | Acronym             | Publications                    | Affiliation |
| -------------- | --- | ------------------- | ------------------------------- | ----------- |
| 아르헨티나     | Federacion Obrera Regional Argentina                                                                                           | FORA                | Organizacion Obrera             | ICL         |
| 오스트레일리아 | Anarcho-Syndicalist Federation 보관됨 2013-05-09 - 웨이백 머신 and Industrial Workers of the World                             | ASF and IWW         |                                 | IWA         |
| 오스트리아     | Wiener ArbeiterInnen Syndikat & Industrial Workers of the World                                                                | WAS and IWW         |                                 | IWA and ICL |
| 방글라데시     | Bangladesh Anarcho-Syndicalist Federation 보관됨 2021-02-25 - 웨이백 머신                                                      | BASF                |                                 | IWA         |
| 브라질         | Confederação Operária Brasileira and Federação das Organizações Sindicalistas Revolucionárias do Brasil                        | COB and FOB         | A Voz do Trabalhador, A Plebe   | IWA and ICL |
| 불가리아       | Autonomous Workers' Union and Autonomous Workers' Confederation                                                                | ARS and ARK         |                                 | IWA and ICL |
| 캐나다         | Industrial Workers of the World                                                                                                | IWW                 |                                 | ICL         |
| 칠레           | Germinal | G                   |                                 | IWA         |
| 틀:CO          | Libertarian Union of Students and Labor                                                                                        | ULET                |                                 | IWA         |
| 크로아티아     | Mreža anarhosindikalista | MASA-HR             |                                 |             |
| 프랑스         | Confédération nationale du travail                                                                                             | CNTF-AIT            |                                 | IWA         |
| 독일           | Free Workers' Union, Industrial Workers of the World and Gefangenen Gewerkschaft-Bundesweite Organisation                      | FAU, IWW and GG-BO  |                                 | ICL         |
| 그리스         | Anarcho-Syndicalist Initiative-Rocinante, Libertarian Syndicalist Union & Industrial Workers of the World                      | AP-R, ESE & IWW     |                                 | ICL         |
| 아이슬란드     | Industrial Workers of the World                                                                                                | IWW                 |                                 |             |
| 이탈리아       | Unione Sindacale Italiana | USI                 |                                 | ICL         |
| 인도           | Muktivadi Ekta Morcha | MEM                 |                                 | IWA         |
| 인도네시아     | Persaudaraan Pekerja Anarko Sindikalis                                                                                         | PPAS                |                                 | IWA         |
| 아일랜드       | Industrial Workers of the World                                                                                                | IWW                 |                                 |             |
| 리투아니아     | Industrial Workers of the World                                                                                                | IWW                 |                                 |             |
| 네덜란드       | Free Union | VB                  |                                 | ICL         |
| 나이지리아     | Awareness League | AL                  |                                 |             |
| 노르웨이       | Norsk Syndikalistisk Forbund                                                                                                   | NSF-IAA             |                                 | IWA         |
| 폴란드         | Związek Syndykalistów Polski and Workers' Initiative                                                                           | ZSP-MSP             | Zapłata                         | IWA & ICL   |
| 포르투갈       | AIT-Secção Portuguesa | AIT-SP              | Anarcho Sindicalista            | IWA         |
| 루마니아       | Anarcho-Syndicalist Initiative 보관됨 2015-11-17 - 웨이백 머신                                                                 | IAS                 |                                 |             |
| 러시아         | Confederation of Revolutionary Anarcho-Syndicalists                                                                            | KRAS-MAT            | Прямое действие (Direct Action) | IWA         |
| 세르비아       | Anarho-sindikalistička inicijativa                                                                                             | ASI-MUR             | Direktna akcija                 | IWA         |
| 슬로바키아     | Priama Akcia | PA-MAP              |                                 | IWA         |
| 스페인         | Confederación Nacional del Trabajo, Confederación General del Trabajo and Solidaridad Obrera                                   | CNT-AIT, CGT and SO |                                 | IWA & ICL   |
| 스위스         | Industrial Workers of the World                                                                                                | IWW                 |                                 |             |
| 스웨덴         | Örestad Lokala Samorganisation, Central Organisation of the Workers of Sweden and Swedish Anarcho-syndicalist Youth Federation | OLS, SAC and SUF    | Arbetaren                       | IWA         |
| 튀르키예       | Industrial Workers of the World                                                                                                | IWW                 |                                 | ICL         |
| 영국           | Solidarity Federation, Industrial Workers of the World and United Voices of the World                                          | SF-IWA, IWW and UVW | Direct Action, Catalyst         | IWA and ICL |
| 미국           | Workers' Solidarity Alliance and Industrial Workers of the World                                                               | WSA & IWW           |                                 | IWA and ICL |

### 청색 생디칼리즘
녹색 생디칼리즘은 환경 보호가 분권화, 지역주의, 직접 행동, 자치, 다원주의 및 연합에 달려 있다고 주장하는 무정부 생디칼리즘과 환경주의의 합성이다. 이는 주로 호주의 녹색 금지령, 무기 생산에서 공장을 전환하려는 Lucas Aerospace의 노동자들의 노력, 북부 캘리포니아에서 목재 노동자와 환경 운동가를 조직하려는 IWW의 Judi Bari의 노력에서 크게 영감을 받았다. Green Syndicalism은 Confédération Nationale du Travail, Confederación General de Trabajadores 및 스웨덴 노동자 중앙 조직에 의해 여러 번 옹호되었다.

## 같이 보기
- 생디칼리슴
- 루돌프 로커
- 노암 촘스키